# محوطه بان دیونه چنگیز قلعه
محوطه بان دیونه چنگیز قلعه مربوط به دوره ساسانیان است و در شهرستان بیجار، بخش مرکزی، روستای چنگیز قلعه واقع شده و این اثر در تاریخ ۲۴ فروردین ۱۳۸۲ با شمارهٔ ثبت ۸۰۷۰ به‌عنوان یکی از آثار ملی ایران به ثبت رسیده است.